# SN 2002gf
SN 2002gf – supernowa typu Ia odkryta 27 września 2002 roku w galaktyce A205517-0004. W momencie odkrycia miała maksymalną jasność 19,40m.